# Farní sbor Českobratrské církve evangelické v Praze 7 – Holešovicích
V pražské čtvrti Holešovice působil v letech 1951–1991 farní sbor Českobratrské církve evangelické. Sídlil na adrese Na Maninách 20 a farní byt na ulici Dukelských hrdinů 24.

## Historie
Samostatný sbor vznikl roku 1951, předtím byl kazatelskou stanicí klimentského sboru. Roku 1977 nastoupil do sboru jako vikář Dan Drápal, který po návratu z výkonu základní vojenské služby pracoval v letech 1974–1977 jako topič. Za jeho působení došlo k rozvoji i mimo aktivity nedělních bohoslužeb. Také na samotných bohoslužbách dochází k nárůstu účasti (za 63 v roce 1984 po 232 v roce 1989). Došlo také k návštěvám ze zahraničí, například Dereka Prince roku 1986. I v této souvislosti se o sbor začala ve zvýšené míře zajímat Státní bezpečnost. Na samotného Dana Drápala založila 5. března 1980 svazek. Shodně sledovala i aktivity kurátora Pavla Kábrta. Seniorátní výbor pražského seniorátu ČCE zahájil dialog s holešovickým sborem, otázky se týkaly křtu dětí, glosolálie aj. Dialog probíhal i formou pastýřských dopisů.
Na přelomu let 1989/1990 probíhala řada jednání. Již během května 1990 nechal Dan Drápal zaregistrovat Křesťanskou společnost Maniny. 3. června 1990 se konalo v Kulturním sále Dopravních podniků na Vltavské celosborové shromáždění i za účasti zástupců pražského seniorátního výboru, které odchod sboru z ČCE potvrdilo.

## Faráři sboru
- Benjamin Vališ (1951–1959)
- Ota Prosek (1959–
- Dan Drápal (vikář, 1977–1991)